# روژه گیمن
روژه شارل لوئی گیمن (انگلیسی: Roger Charles Louis Guillemin؛ زادهٔ ۱۱ ژانویهٔ ۱۹۲۴ – درگذشتهٔ ۲۱ فوریه ۲۰۲۴) یک دانشمند در زمینه زیست‌شناسی و عصب‌شناسی اهل فرانسه بود.
وی همچنین برنده جوایزی همچون جایزه نوبل فیزیولوژی و پزشکی شده است.